# 南街街道 (临汾市)
南街街道，是中华人民共和国山西省临汾市尧都区下辖的一个乡镇级行政单位。

## 行政区划
南街街道下辖以下地区：
洪楼社区、临海社区、卧牛社区、尧园社区、太茅社区、秦蜀社区和尧乡社区。